# Turpín (arzobispo)
Turpín, en latín Tilpinus (fallecido en 794 u 800), también llamado Tulpin, un nombre posteriormente corrompido como Turpin, fue obispo de Reims desde aproximadamente el 748 hasta su muerte. Durante muchos años se le consideró el autor de la legendaria Historia Caroli Magni, que también se conoce como la "Crónica de Pseudo Turpín". Aparece como uno de los doce pares de Francia en varios de los cantares de gesta, el más importante de los cuales es La canción de Roldán. Su interpretación en los cantares, a menudo como un obispo guerrero, es completamente ficticia.

## Biografía
Según Flodoardo, el historiador de la iglesia de Reims del siglo X, Turpín fue originariamente un monje en la Basílica de Saint Denis cerca de París. Es posible que haya servido como corobispo junto al obispo Milo de Trier (que también actuaba como obispo de Reims) antes de que se llene obispo a la muerte de Milo alrededor de 762. Se desconoce la fecha de la elección de Turpín como obispo, que por lo general se coloca en 748 o 753. Según Hincmaro, el posterior arzobispo de Reims, Turpín se ocupó de asegurar la restauración de los derechos y propiedades de su iglesia, cuyos ingresos y prestigio se habían visto perjudicados bajo el gobierno del más marcial Milo.
Antes del episcopado de Turpín, probablemente no antes del 745, se había formado una comunidad de sacerdotes en la basílica del siglo VI que albergaba las reliquias de San Remigio. Fue Turpín quien dio a esta comunidad una regla monástica y así fundó la abadía de Saint-Remi. También se le atribuye la fundación del scriptorium y la biblioteca de la catedral de Reims. En 769, Turpín fue uno de los doce obispos francos que asistieron al sínodo de Roma.
En 771, Carlomán I, rey de los francos conjuntamente con su hermano, fue enterrado en un sarcófago romano del siglo IV en la abadía de Saint-Remi en Reims. Turpín presumiblemente realizó el funeral. Como resultado, la ciudad de Reims fue abandonada durante el largo reinado del hermano y rival de Carlomán, Carlomagno. A pesar de la aparente frialdad entre Turpín y Carlomagno, este último confirmó varias de las donaciones de su hermano a Saint-Remi.
Hay una carta supuestamente enviada por el Papa Adriano I a Turpín en 780, en la que el Papa recuerda cómo Carlomagno le había pedido que enviara a Turpín el palio (convirtiéndolo así en arzobispo en 779) y cómo Carlomagno y Carlomán habían restaurado muchas tierras que tenían previamente tomado de la iglesia de Reims. La erudición moderna ha tendido a ver esta carta como muy interpolada por posteriores partidarios de la sede de Reims, ya sea por el arzobispo Hincmar o por partidarios del depuesto arzobispo Ebbo. Otra carta, enviada por Hincmar al rey Luis el Joven, afirma que Turpín otorgó la villa de Douzy a Carlomagno como precario a cambio de la nona et décima y doce libras de plata al año. También se sospecha que esta carta fue falsificada.
Turpín murió, si se puede confiar en la prueba de un diploma al que alude Jean Mabillon, en 794, aunque se ha dicho que este hecho tuvo lugar el 2 de septiembre de 800. Hincmar, que compuso su epitafio, lo nombra obispo por más de cuarenta años., mientras que Flodoard dice que murió en el cuadragésimo séptimo año de su arzobispado. La Historia de vita Caroli magni et Rolandi, atribuida a Turpín, fue declarada auténtico en 1122 por el Papa Calixto II. Sin embargo, es completamente legendario, siendo más la cristalización de leyendas anteriores de Roland que la fuente de otras posteriores, y su popularidad parece datar de la última parte del siglo XII.
Es posible que las leyendas bélicas que se han reunido en torno al nombre de "Turpin" se deban a cierta confusión de su identidad con la de su predecesor Milo. Según Flodoard, Charles Martel expulsó al arzobispo Rigobert de su oficina y lo reemplazó con un secretario guerrero llamado Milo, luego también obispo de Trier. Flodoard también representa a Milo cumpliendo una misión entre los vascones (vascos), la misma gente a la que se le atribuye la emboscada a la retaguardia del ejército de Carlomagno y la muerte de Roland en la batalla del paso de Roncevaux en 778.

## Nota
Este artículo incorpora texto de una publicación sin restricciones conocidas de derecho de autor:  Varios autores (1910-1911). «Turpin of Rheims».  En Chisholm, Hugh, ed. Encyclopædia Britannica. A Dictionary of Arts, Sciences, Literature, and General information (en inglés) (11.ª edición). Encyclopædia Britannica, Inc.; actualmente en dominio público.

- Datos: Q3174879
- Multimedia: Tilpin / Q3174879